# (15379) Alefranz
(15379) Alefranz est un astéroïde de la ceinture principale.

## Description
(15379) Alefranz est un astéroïde de la ceinture principale. Il fut découvert le 29 août 1997 à Sormano par Piero Sicoli et Paolo Chiavenna. Il présente une orbite caractérisée par un demi-grand axe de 2,46 UA, une excentricité de 0,10 et une inclinaison de 5,4° par rapport à l'écliptique.

## Compléments